# Castel Val

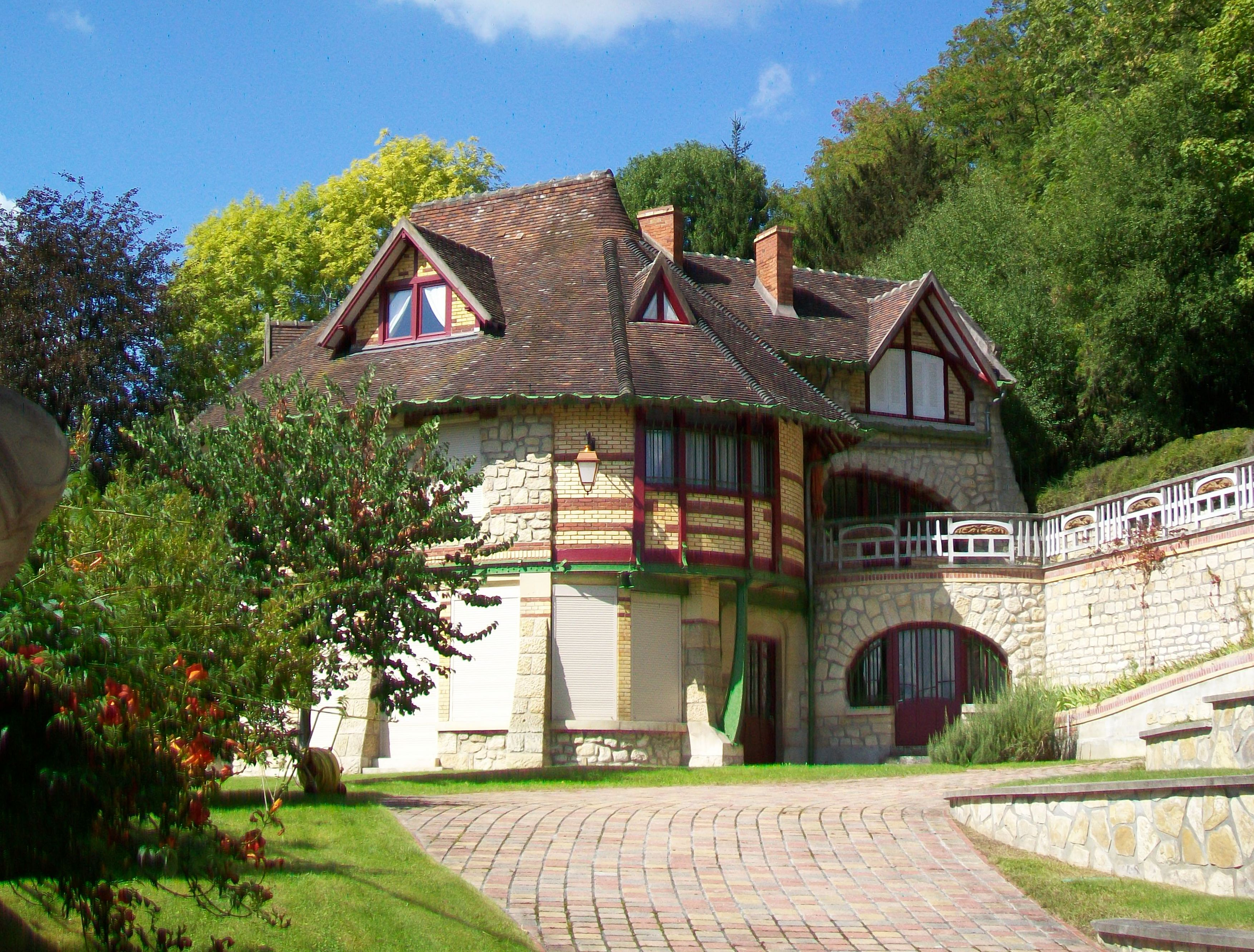
Castel Val in Auvers-sur-Oise

Das Castel Val in Auvers-sur-Oise, einer französischen Gemeinde im Département Val-d’Oise in der Region Île-de-France, wurde 1902/03 errichtet. Die Villa an der Rue des Meulières Nr. 4 ist seit 2006 als Monument historique klassifiziert.
Das Wohnhaus im Stil des Art nouveau wurde nach Plänen des bekannten Architekten Hector Guimard (1867–1942), der unter anderem in Paris die Métroeingänge entwarf, für den Industriellen Louis Chanut errichtet. Hector Guimard erbaute für die Familie Chanut auch Wohnhäuser in Paris und Cabourg.
Das Gebäude steht an einem Hang und ist symmetrisch angeordnet. Die Eisenkonstruktion ist größtenteils sichtbar, sie bildet einen Kontrast zum Ziegelmauerwerk und den Teilen aus Kalkbruchstein.
Die Möbel des Hauses, die sich heute teilweise in Museen befinden, wurden ebenfalls von Hector Guimard entworfen.